# 李树仁
李树仁（1917年—1997年），男，直隶完县人，中华人民共和国政治人物，曾任吉林省科学技术委员会主任，吉林省人民政府副省长。